# James Callis
James Nicholas Callis (nasceu em Londres a 4 de Junho de 1971) é um ator britânico.
Destacou-se interpretando o Dr. Gaius Baltar na série de televisão re-imaginada de Battlestar Galactica. Também apareceu no filme Bridget Jones's Diary e na sequência Bridget Jones: The Edge of Reason.

## Filmografia
- Merlin and the Book of Beasts (2009) - Merlin
- One Night with the King (2004) - Haman
- Dead Cool (2004) - Josh
- Bridget Jones: The Edge of Reason (2004) - Tom
- Battlestar Galactica (2004-2009) - Doutor Gaius Baltar
- Battlestar Galactica (2003) - Doutor Gaius Baltar
- Helen of Troy (2003) - King Menelaus (Helen's husband)
- Blue Dove (2003) - Dominic
- Relic Hunters (2002) - Raoul
- Beginners Luck (2002) - Mark (James also wrote, co-directed & co-produced this film)
- Victoria & Albert (2001) - Ernest (Albert's brother)
- As If (2001) - Sebastian
- Bridget Jones's Diary (2001) - Tom
- Arabian Nights (2000) - Prince Ahmed
- Jason & The Argonauts (1999) - Aspyrtes
- Sex, Chips & Rock n' Roll (1999) (mini) TV Series - The Wolf
- Surety (1999) - Short film directed & produced with Nick Cohen
- Heat of the Sun (1999) (mini) TV Series - Clive Lanyard
- Ruth Rendell Mysteries: Going Wrong (1998) (mini) TV Series - Guy Curran
- The Scarlet Pimpernel (1998) (TV) .... Henri
- Weekend Bird (1997)  - Mike
- A Dance to the Music of Time (1997) (mini) TV Series - Prof. Russell Gwinnett
- Soldier Soldier (1996) TV Series -  Major Tim Forrester
- Murder Most Horrid (1996) - Mark (in episode: "Confess")

https://upload.wikimedia.org/wikipedia/commons/thumb/d/de/JamesCallisCCJuly09.jpg/330px-JamesCallisCCJuly09.jpg